# Celinski tajpan
Celinski tajpan (znanstveno ime Oxyuranus microlepidotus) je strupenjača iz družine strupenih gožev, ki živi v Avstraliji in velja za najbolj strupeno kačo na svetu.

## Opis
Odrasli primerki te vrste lahko zrastejo do 2,5 metra v dolžine, povprečna dolžina teh kač pa je 1,8 metra. Hrbet celinskega tajpana je lahko različnih rjavih odtenkov, od temno rjave do oker barve. Barva je odvisna od okolja, v katerem se kača zadržuje, pojavljajo pa se tudi sezonske spremembe barv.
Celinski tajpan se prehranjuje skoraj izključno z majhnimi sesalci, ki jih ubije z vbrizganjem izjemno močnega toksina, ki velja za enega najbolj strupenih kačjih strupov na svetu.

## Razširjenost in vpliv na človeka
Celinski tajpan je strupenjača, ki živi samo v Avstraliji. Razširjen je v osrednjem delu avstralske celine. Razširjen je v Severnem teritoriju ter v zahodnem delu avstralske zvezne države Queensland. Našli so ga tudi na severnih obalah jezera Eyre ter zahodno od rek Murray, Darling in Murrumbidgee.